# علی نیکزاد
علی نیک‌زاد ثمرین (زادهٔ ۸ شهریور ۱۳۴۴) سیاستمدار اصولگرا و مدیر ارشد اجرایی ایرانی است که هم‌اکنون در دوره دوازدهم مجلس شورای اسلامی به‌عنوان نایب‌رئیس اول مجلس و نماینده اردبیل، سرعین، نمین و نیر فعالیت می‌کند.
همچنین از سال ۱۴۰۰ تا ۱۴۰۲، نایب‌رئیس اول و از سال ۱۳۹۹ تا ۱۴۰۰ نایب‌رئیس دوم مجلس شورای اسلامی در دوره یازدهم بوده است. وی در انتخابات اسفند ماه ۱۴۰۲ مجدداً به عنوان نماینده مردم اردبیل در مجلس دوازدهم انتخاب شد و همچنین در جلسه مجمع عمومی یک حزب سیاسی به عنوان عضو شورای مرکزی جمعیت گفتمان انقلاب اسلامی نیز انتخاب گردید.
وی پیش‌تر به‌عنوان وزیر راه و شهرسازی، وزیر مسکن و شهرسازی، سرپرست وزارت ارتباطات و فناوری اطلاعات، سرپرست وزارت راه و ترابری و رئیس هیئت مدیره گروه توسعه ساختمان تدبیر (وابسته به ستاد اجرایی فرمان امام) فعالیت می‌کرد.
وی در دولت نهم، از ۱۳۸۴ تا ۱۳۸۷ استاندار اردبیل بود. نیک‌زاد در دولت دهم از ۱۳۸۸ تا ۱۳۹۰ وزیر مسکن و شهرسازی بود و با حفظ سمت، از ۱۳۸۹ تا ۱۳۹۰ نیز سرپرستی وزارت راه و ترابری را برعهده داشت و پس از ادغام دو وزارتخانه، در فاصله سالهای ۱۳۹۰ تا ۱۳۹۲ نیز به عنوان وزیر راه و شهرسازی فعالیت می‌کرد. وی در سال ۱۳۹۱ برای مدتی کوتاه نیز سرپرستی وزارت ارتباطات و فناوری اطلاعات را برعهده داشت. او برادر بزرگتر اکبر نیک‌زاد است.
علی نیکزاد دانش‌آموخته رشته مهندسی عمران از دانشگاه علم و صنعت ایران است.

## دولت دهم
نیکزاد وزیر مسکن و سرپرست وزارت راه، در دولت دوم محمود احمدی‌نژاد بود. وی همچنین از آذر ۱۳۹۱ تا اسفند ۱۳۹۱ با حفظ سمت، سرپرست وزارت ارتباطات و فناوری اطلاعات بود.
نیک‌زاد نخستین وزیر راه و شهرسازی ایران است. در ۱۵ مرداد ۱۳۸۸، با ارایهٔ پیشنهاد وزارت او توسط محمود احمدی‌نژاد به مجلس شورای اسلامی، این پیشنهاد به رأی گذاشته شد و از مجموع ۲۸۶ رأی گرفته شده، با ۲۱۹ رای موافق، ۴۰ رأی ممتنع، ۲۷ رای مخالف، موفق به کسب رأی اعتماد از مجلس، وزیر مسکن و شهرسازی شد. وی در تاریخ ۱۸ بهمن ۱۳۸۹ از سوی محمود احمدی‌نژاد با حفظ سمت، به سرپرستی وزارت راه و ترابری منصوب شد.
در بهمن سال ۱۳۸۹، محمد شیخان معاونت ارتباطات و اطلاع‌رسانی دفتر ریاست جمهوری مطلب منتشرشده در برخی سایت‌ها، در مورد اشتباه در حکم محمود احمدی‌نژاد برای انتصاب علی نیک‌زاد به عنوان سرپرست وزارت راه را تکذیب کرد. این سایت‌ها اعلام کرده بودند که در حکم احمدی‌نژاد به جای عبارت «قانون اساسی جمهوری اسلامی ایران» از عبارت «قانون اساسی جمهوری ایران» استفاده شده است.

## حکم حکومتی
پس از پایان یافتن مهلت سرپرستی نیک‌زاد در وزارت راه، سید علی خامنه‌ای با ابقای او در این سمت، موافقت نمود و حکم سرپرستی او را تا پایان خرداد ۱۳۹۰ تمدید کرد.

## انتخابات ریاست‌جمهوری

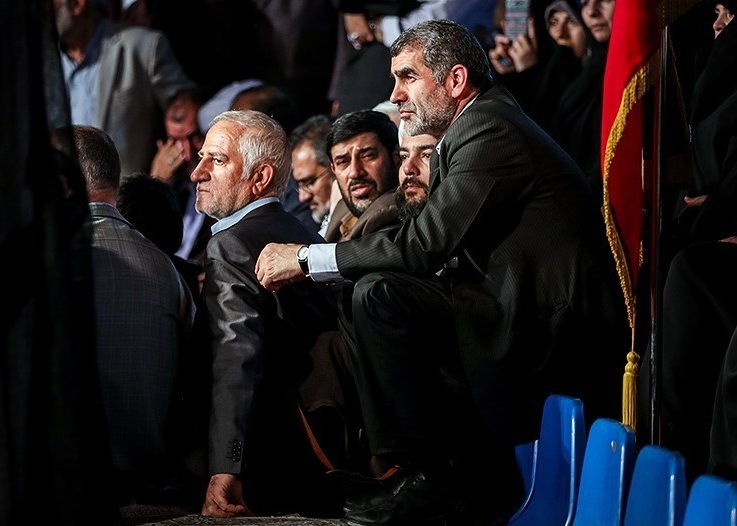
علی نیکزاد رئیس ستاد انتخاباتی رئیسی در سال ۱۳۹۶

علی نیکزاد در جریان انتخابات ریاست‌جمهوری سال ۱۳۹۶ با صدور حکمی توسط سید ابراهیم رئیسی به عنوان رئیس ستاد انتخاباتی او معرفی شد. وی در انتخابات ریاست‌جمهوری۱۴۰۰ نیز رئیس ستاد سید ابراهیم رئیسی بود.

### نامزد انتخابات ریاست‌جمهوری ایران ۱۴۰۳
وی در روز دوشنبه ۱۴ خرداد ۱۴۰۳ با حضور در وزارت کشور برای انتخابات ریاست‌جمهوری دوره چهاردهم ثبت‌نام کرد ولی در ۲۰ خرداد و پیش از اعلام اسامی توسط شورای نگهبان به نفع نیروهای انقلاب انصراف داد.
علی نیکزاد در ۲۱ خرداد و در جریان انتخابات ریاست‌جمهوری سال ۱۴۰۳ به‌عنوان رئیس ستاد انتخاباتی محمدباقر قالیباف منصوب شد و پس از راه یافتن سعید جلیلی به دور دوم انتخابات ریاست جمهوری، از او اعلام حمایت کرد.

## سوابق اجرایی
- سرپرست وزارت ارتباطات و فناوری اطلاعات آذر ۱۳۹۱ تا اسفند ۱۳۹۱
- معاون هماهنگی امور عمرانی وزیر کشور ۱۳۸۷ تا ۱۳۸۸
- استاندار اردبیل ۱۳۸۴ تا ۱۳۸۷
- معاون عمرانی استانداری لرستان ۱۳۸۳ تا ۱۳۸۴
- رئیس سازمان مسکن و شهرسازی استان اردبیل ۱۳۷۸ تا ۱۳۸۳
- سرپرست معاونت عمرانی استانداری اردبیل ۱۳۷۶ تا ۱۳۷۸
- مدیرکل دفتر فنی استانداری اردبیل ۱۳۷۳ تا ۱۳۷۸
- دبیر و عضو هیئت مرکزی حل اختلاف شوراهای اسلامی کشور
- عضو هیئت امنای دانشگاه علوم پزشکی اردبیل
- عضو سازمان نظام مهندسی ساختمان استان تهران
- کارشناس رسمی دادگستری
- عضو شورای عالی کارشناسان رسمی دادگستری (موقت)
- مدیرعامل گروه توسعه ساختمان تدبیر
- عضو جامعه مهندسین بسیجی کشور
- عضو هیئت امنای دانشگاه صنعتی خواجه نصیرالدین طوسی تهران[۱۷]
- نایب رئیس اول مجلس شورای اسلامی
- نایب رئیس دوم‌ مجلس شورای اسلامی
- عضو اتاق فکر مدیریت بحران کشور
- رئیس کارگروه ملی امداد و نجات اتاق فکر مدیریت بحران کشور

## اتهام اعمال نفوذ در پرونده فرزند
وبگاه بولتن نیوز در خرداد ۱۴۰۴ وی را متهم کرد که برای آزادی پسرش؛ محمدحسن نیکزاد، که در خط ویژه در میدان ونک تهران با یک پلیس تصادف کرده و سپس گریخته بوده است، اعمال نفوذ کرده است.
اما برخی رسانه های دیگر نیز می گویند که اتهام کذب است و برای اثرگذاری بر نتیجه انتخابات هیات رئیسه مجلس منتشر گردیده است. وبگاه بولتن نیوز هم که اولین بار چنین ادعایی مطرح کرد ، از ادعاهای خود عقب نشینی کرد.